# 욘 바우에르
욘 알베르트 바우에르(John Albert Bauer, 1882년 6월 4일 – 1918년 11월 20일)는 스웨덴의 화가이자 삽화가였다. 그의 작품은 풍경과 신화를 다루지만, 초상화도 그렸다. 그는 스웨덴 민속 및 동화 모음집인 《난쟁이와 트롤 사이》(Bland tomtar och troll) 초기 판의 삽화로 가장 잘 알려져 있다.
바우에르는 옌셰핑에서 태어나고 자랐다. 16세에 그는 스톡홀름으로 이주하여 스웨덴 왕립예술원에서 공부했다. 그곳에서 그는 책과 잡지의 이야기를 삽화하는 첫 의뢰를 받았고, 1906년에 결혼한 예술가 에스테르 엘크비스트를 만났다. 그는 경력 초기에 라플란드 (스웨덴), 독일, 이탈리아를 여행했으며, 이 문화들은 그의 작품에 깊은 영향을 미쳤다. 그는 이탈리아 르네상스와 사미족 문화의 영향을 받아 국민낭만주의 양식으로 그림을 그리고 삽화를 그렸다. 그의 작품 대부분은 수채화 또는 단색 또는 차분한 색상의 판화이다. 그는 또한 유화와 프레스코를 제작했다. 그의 삽화와 그림은 스웨덴 민속, 동화, 풍경에 대한 이해와 감상을 넓혔다.
바우에르는 36세 때 에스테르와 아들 벵트와 함께 스웨덴 남부의 베테른호에서 배가 난파되어 익사했다.

## 전기

### 초기 생애와 교육

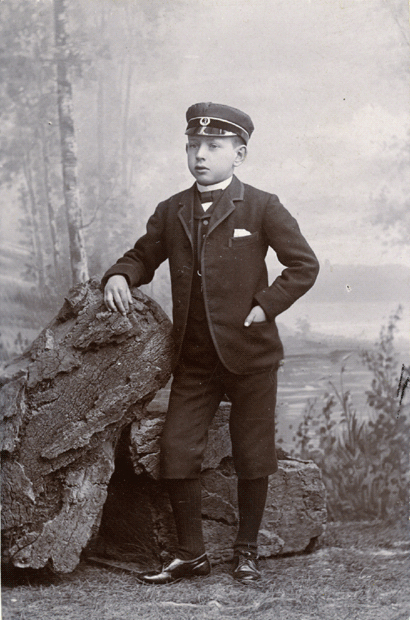
어린 욘 바우에르

욘 바우에르는 1882년 6월 4일 옌셰핑에서 바이에른주 출신 요세프 바우에르와 옌셰핑 바로 외곽 로그베르가 마을의 농가 출신 엠마 샬로타 바델의 아들로 태어났다. 요세프 바우에르는 1863년 무일푼으로 스웨덴에 왔다. 그는 옌셰핑의 외스트라 토르겟에서 성공적인 샤르퀴트리 사업을 시작했다. 가족은 1881년 시외비크에 집이 완공될 때까지 가게 위 아파트에서 살았다. 1882년에 태어난 욘은 록셰른 호수 기슭의 빌라 시외비크에서 부모님과 두 명의 형제(한 명은 형이고 한 명은 동생)와 함께 살았다. 그의 유일한 여동생은 어린 나이에 사망했다. 가족의 집은 그가 독립하여 살게 된 후에도 오랫동안 그에게 중요한 장소로 남았다. 그의 초기 교육은 옌셰핑스 회그레 알메나 래로베르크(옌셰핑 고등 공립학교)에서 이루어졌으며, 이어서 1892년부터 1898년까지 옌셰핑스 테크니카 스콜라(옌셰핑 기술학교)에서 공부했다. 그는 대부분의 시간을 선생님들의 캐리커처를 그리고 몽상에 잠기며 보냈는데, 이는 선생님들이 좋아하지 않는 일이었다.
그는 어린 나이부터 가족의 격려 없이 스케치와 그림에 몰두했다. 그러나 16세가 되어 스톡홀름으로 가서 미술을 공부하고 싶어 하자 가족들은 그를 열렬히 지지하고 재정적으로 지원했다. 1898년, 그는 스웨덴 왕립예술원에 지원한 40명 중 한 명이었고, 비록 아카데미에 입학할 자격이 충분하다고 인정되었지만, 나이가 너무 어려서 받아들여지지 않았다. 그는 다음 2년을 칼렙 알틴의 화가 학교에서 보냈다. 이 시기에 그는 많은 십대들처럼 희망과 절망 사이에서 갈등했는데, 이는 그의 작품에도 반영되어 있다.
1900년까지 바우어는 예술원에 다닐 수 있을 만큼 나이가 들었다. 바우어는 그 해에 입학이 허가된 세 명의 학생 중 한 명이었다. 다른 두 명의 합격자는 그의 친구 이바르 캄케와 폰투스 란네르였다. 그는 전통적인 삽화를 공부하고 식물, 중세 의상, 크로키 드로잉을 그렸는데, 이 모든 것이 나중에 그의 작품에 도움이 되었다. 그의 선생님 중 한 명인 교수이자 저명한 역사화가 구스타프 세데르스트룀은 바우어를 칭찬했다.

그의 예술은 제가 위대한 예술이라고 부를 만한 것입니다. 그의 거의 축소된 작품 속에서 그는 많은 기념비적인 예술가들이 수 에이커의 캔버스 위에서 달성할 수 있는 것보다 훨씬 더 강력한 인상을 줍니다. 중요한 것은 크기가 아니라 내용입니다.
아카데미에 있는 동안 그는 잡지(Söndags-Nisse와 Snöflingan 포함)와 책(예: De gyllene böckerna, Ljungars saga, Länge, länge sedan)의 삽화 작업을 처음으로 의뢰받았다. 1904년, 그는 군의 문화와 "이국적인 황야"에 대한 책을 위해 그림을 그리기 위해 라플란드로 여행했다. 1905년 말, 그는 아카데미를 떠나 명함에 "예술가"라고 적었다.

### 라플란드 여행
스웨덴 북부에서 철광석 매장지가 발견된 후, 라플란드는 사미족 문화와 백야의 이국적인 황야 대신 산업 개발의 최전선이 되었다. 기회주의적으로 칼 아담 빅토르 룬드홀름은 그의 《라플란드, 스웨덴의 위대한 미래의 땅》(Lappland, det stora svenska framtidslandet)을 출판했다. 그는 삽화를 만들기 위해 칼 티렌|스웨덴어, 알프레드 퇴르네, 페르 다니엘 홀름 및 얄마르 린드베리 등 저명한 스웨덴 예술가들을 고용했다. 바우어는 비교적 경험이 적은 삽화가였기 때문에 룬드홀름은 그에게 스칸센에 있는 사미족 사람들의 그림을 그리도록 보내 그의 능력을 시험했다.
1904년 7월 15일, 바우어는 의뢰를 위한 오디션을 꺼려했지만 라플란드로 떠나 한 달 동안 머물렀다. 스몰란드의 울창하고 어두운 숲에서 온 그는 탁 트인 전경과 다채로운 풍경에 압도당했다. 사미족 사람들과 그들의 문화와의 만남은 그의 후기 작품에 중요하게 작용했다. 그는 많은 사진을 찍고, 스케치하고, 자신이 본 도구, 의상, 물건을 기록했지만, 사미족의 수줍음 때문에 그들과 가까워지기는 어려웠다. 그는 자신의 경험을 일기에 기록하고 가족과 친구들에게 편지를 썼다. 사미족의 goahti를 방문한 후 그는 다음과 같이 기록했다. "모든 빛은 위에서 온다. 머리를 앞으로 숙이면 어둡다. 인물의 조명 부분은 항상 텐트 천보다 밝다. 날카로운 그림자는 고아티 중앙에서 바퀴살처럼 뻗어 나간다."
라플란드에 대한 책은 1908년에 출판되었으며, 바우어의 수채화 11점이 실렸다. 이 그림들은 그가 방문한 지 거의 18개월 후 스톡홀름에서 그가 여행 중에 수집한 사진과 스케치를 사용하여 그려졌다. 많은 사진들이 다른 그림과 회화로 이어졌다. 이들 대부분은 사진을 낭만적으로 표현한 것이었지만, 그는 고아티의 뉘앙스와 분위기, 그리고 사미족 의복과 공예품의 풍부함을 성공적으로 포착했다. 구부러진 칼, 신발, 창, 냄비, 벨트와 같은 사미족 문화의 세부 사항들은 바우어의 트롤 의상과 장식에서 중요한 요소가 되었다. 바우어의 세부 사항에 대한 눈과 수많은 메모는 이 자료를 그 시대의 민족지적인 기록으로 만들기도 했다.

### 구애와 결혼

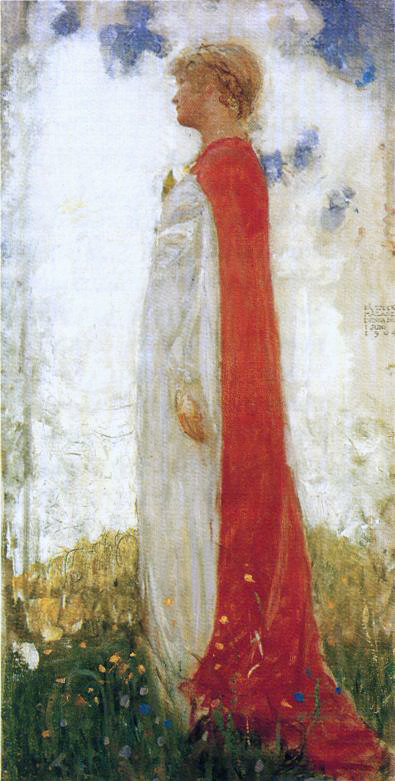
요정 공주, 1904년, 유화 스케치

바우어는 스웨덴 왕립예술원에서 동료 학생 에스테르 엘크비스트를 만났다. 엘크비스트는 여성 전용 부서에서 공부했는데, 여성은 남성과 같은 수업을 들을 수 없었고 교육도 다른 방식으로 진행되었다. 따라서 엘크비스트는 재능 있고 야심만만했지만, 남성 동료들만큼 자신의 예술적 기량을 발전시킬 동등한 기회를 얻지 못했으며, 사회의 기대는 그녀의 삶에서 주부의 역할이지 예술가의 역할은 아니었다.
바우어는 1903년에 그녀에게 구애하기 시작했지만, 대부분 떨어져 있었기 때문에 편지로 이루어졌다. 그들의 관계는 서로의 꿈, 열망, 의심, 불안을 편지로 공유하면서 발전했다. 바우어에게 엘크비스트는 그의 영감, 뮤즈, 그리고 "요정 공주"가 되었다. 그는 《사고프린세산》(요정 공주)에서 그녀를 처음으로 그렇게 그렸다. 그는 1904년에 이 그림을 위한 스케치를 했고, 1905년에 유화로 완성했다. 엘크비스트는 강하고, 깨달음을 얻었으며, 얻을 수 없는 발키리로 묘사되어 있다. 이 그림은 1905년 예테보리의 발란드 아카데미에서 바우어의 첫 전시회(그는 11명의 데뷔작가 중 한 명이었다)와 1906년 노르셰핑에서 전시되었고, 개인 소장가에게 팔렸다. 현재는 옌셰핑스 랜스 박물관에 소장되어 있다. 바우어는 엘크비스트를 숲의 피조물이자 완벽한 예술가의 아내라는 자신의 비전에 맞춰 변화시키려 했다. 그는 그녀가 숲 속의 낭만적인 오두막에 그들의 집을 만들기를 원했고, 자신은 영감을 찾아 숲을 헤매고 싶어 했다.
반면에 엘크비스트는 스톡홀름에서 자랐고, 도시에서만 찾을 수 있는 사교 생활을 즐기는 활발한 사람이었다. 그녀는 남편과 함께 편안한 곳에 정착하여 아이를 낳고 싶어 했다. 바우어는 가족을 부양할 만큼 충분히 확고한 예술가가 아니었다. 평생 동안 그는 재정적으로 부모님께 의존했다. 엘크비스트에게 청혼했을 때, 바우어는 부모님의 승인 없이 그렇게 했는데, 부모님은 그가 결혼 전에 직업에서 더 확고해지고 자립해야 한다고 생각했다.
1906년 12월 18일, 바우어와 엘크비스트는 결혼했다. 그들이 이제 같은 집에 살게 되어 편지가 불필요해졌기 때문에 그들의 첫 몇 년간의 삶에 대해서는 알려진 바가 거의 없다. 바우어는 《흐바르 8 다그》와 같은 잡지의 표지를 삽화하는 일을 했고, 《난쟁이와 트롤 사이》(Among Gnomes and Trolls) 작업을 시작했다. 1908년, 욘과 에스테르는 함께 이탈리아를 여행했다. 돌아온 후 그들은 그렌나 바로 외곽의 분 호수 기슭에 위치한 "빌라 비요르쿠덴"이라는 집을 발견했다. 그들은 1914년에 그 집을 샀고, 이듬해 아들 벵트("푸테"라고 불렀다)가 태어났다. 푸테의 탄생은 부부에게 조화롭고 즐거운 시간을 가져다주었다. 바우어는 《난쟁이와 트롤 사이》에 마지막 삽화를 그렸고, 이는 시리즈에 대한 그의 성대한 작별이었다. 이로써 그는 희곡 쓰기와 프레스코 제작을 탐구할 자유를 얻었다. 그는 전시회에 자신의 그림을 전시하고 모더니즘을 실험했지만, 이 모든 것은 대가를 치러야 했다. 바우어는 종종 집을 비워 엘크비스트를 집에 홀로 두었고, 삽화로 얻던 꾸준한 수입도 더 이상 없었다. 1917년까지 그들의 결혼 생활은 위기에 처했고, 1918년, 바우어는 아내에게 보낸 편지에서 이혼에 대한 자신의 생각을 밝혔다.
시간이 지나면서 바우어는 엘크비스트를 모델로 사용하는 빈도가 줄어들었다. 아들이 태어나면서 바우어는 아이들을 구성 요소로 포함하는 그림을 그리기 시작했다. 1917년에 완성된 그림 《루트 트롤》(Rottrollen)은 숲 속의 트롤 모양 뿌리 사이에서 잠자는 푸테를 그린 것이다.

### 이탈리아 여행

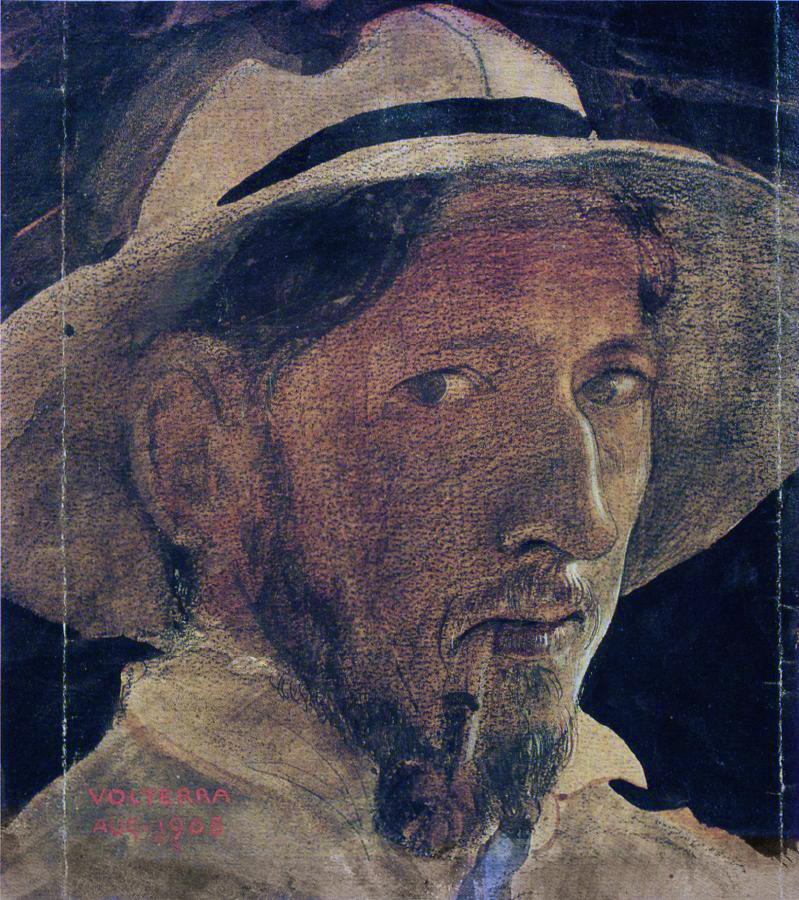
자화상, 1908년, 캔버스에 유화

바우어와 그의 아내는 1909년에 요세프의 비용으로 이탈리아로 긴 여행을 했다. 그들은 1902년에 아버지와 함께 독일을 방문했을 때 중세 도시들에 대한 그의 독서를 바탕으로 독일을 거쳐 이탈리아로 여행하기로 결정했다. 부부는 베로나, 피렌체, 시에나를 방문했고 볼테라에서 두 달을 보냈다. 그들은 나폴리와 카프리섬을 거쳐 로마에서 겨울을 보냈다.
여행 내내 그들은 예술을 연구하고 교회와 박물관을 방문했으며, 이는 바우어의 다재다능한 마음에 호소했다. 저녁에는 작은 타베르나에 가서 분위기를 즐겼는데, 이 모든 것이 바우어의 가족에게 보낸 편지에 기록되어 있다. 바우어의 스케치북에는 고대 유물과 르네상스 미술에 대한 연구로 가득하며, 그 중 일부는 그의 삽화에 사용되었다. 산드로 보티첼리의 도메니코 기를란다요 초상화는 《스반함넨》(백조 처녀)의 기초가 되었다고 하며, 피에로 델라 프란체스카의 작품은 《덴 헬리게 마르틴》(성 마르틴, 성인)의 영감이 되었다. 그는 또한 프레스코화에도 매료되었다. 그는 예술 연구에 열정적이었지만, 스웨덴 숲의 고요한 평온함을 그리워하기도 했다. 그 결과 흰 눈, 어두운 숲, 작은 별들로 반짝이는 하늘을 배경으로 한 최고의 겨울 그림 몇 점이 탄생했다.
그들의 여행은 로마의 건물에서 발생한 살인 사건 이후 중단되었다. 바우어는 오해로 이탈리아 경찰의 심문을 받았다. 그는 용의자는 아니었지만 상황이 공개되어 로마 방문에 대한 씁쓸한 기억을 남겼다.

### 베테른호에서의 죽음
바우어와 에스테르, 그리고 그들의 세 살짜리 아들 벵트는 스톡홀름의 새 집으로 가던 중이었다. 바우어는 그곳에서 자신과 가족을 위한 정신적인 재충전과 새로운 삶을 기대했다. 최근 예타에서 발생한 널리 알려진 열차 사고로 인해 바우어는 스톡홀름으로 돌아가는 배, 증기선 페르 브라헤호를 예약했다.

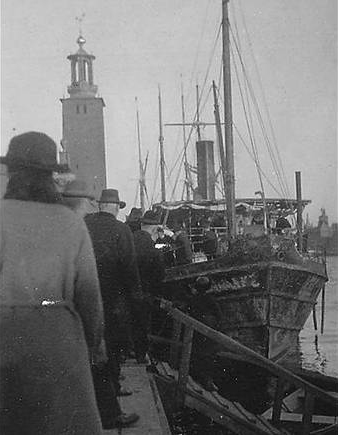
인양 후 스톡홀름에 있는 SS 페르 브라헤

1918년 11월 19일 밤, 증기선이 그렌나를 떠날 때 철제 스토브, 쟁기, 재봉틀, 농산물 통으로 가득 실려 있었다. 모든 화물이 화물칸에 들어가지 않아 상당 부분이 갑판에 고정되지 않은 채 보관되어 배가 상위가 무거워졌다. 날씨가 좋지 않았고 증기선이 바다에 있을 때는 이미 폭풍이 거세게 몰아쳤다. 바람으로 인해 갑판의 화물이 움직여 일부는 바다로 떨어져 배를 더욱 불안정하게 만들었다. 배는 다음 항구인 헤스톨멘에서 500 미터 (1,600 피트) 떨어진 곳에서 전복되어 침몰했고, 바우어 가족을 포함한 탑승자 24명 전원이 사망했다. 대부분의 승객들은 객실에 갇혀 있었다.
잔해는 1918년 11월 22일 32 미터 (105 피트) 깊이에서 발견되었고, 1922년 8월 12일 인양되었다. 조사에 따르면 화물의 3분의 1만이 화물칸에 실려 있었고, 나머지는 갑판에 고정되지 않은 채였다. 인양 작업은 기이한 대중적 볼거리가 되었다. 예를 들어, 증기선에서 나온 재봉틀은 부서져 한 개당 1크로나에 팔렸다. 약 2만 명이 배가 인양되는 것을 보기 위해 왔고, 노르셰핑에서 추가 열차를 투입해야 했다. 배의 인양을 담은 뉴스 영화는 스웨덴 전역의 극장에서 상영되었다. 인양 작업 자금을 마련하기 위해 페르 브라헤호는 스웨덴 전역을 돌며 끔찍한 "투어"에 보내졌다. 신문들은 숲의 신비로운 생물들이 배를 침몰시켜 바우어를 데려갔다는 사람들의 미신을 부추겼다. 가장 흔한 주제는 1910년의 이야기 아그네타와 바다의 왕과 관련이 있었는데, 여기서는 바다의 왕이 처녀를 깊은 곳으로 유혹한다. 1922년 8월 18일, 바우어 가족은 옌셰핑의 외스트라 공동묘지(04구역 06호)에 묻혔다.

## 경력

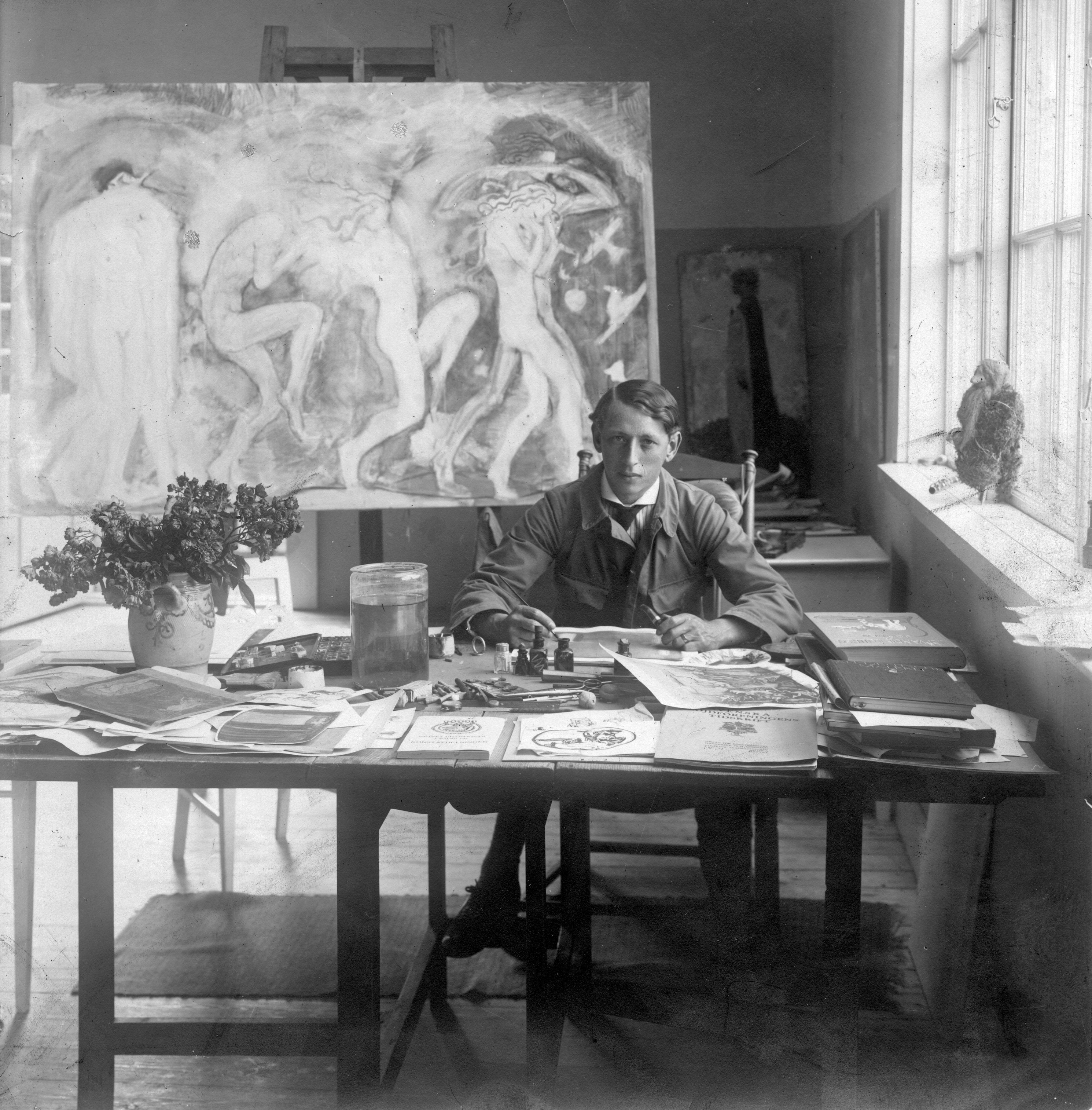
작업 책상에 앉아 있는 바우어

### 주제
바우어의 가장 좋아하는 주제는 스웨덴의 자연, 즉 나무 캐노피를 통해 빛이 새어 들어오는 울창한 숲이었다. 어릴 때부터 그는 스몰란드의 어두운 숲을 헤매며 그곳에 사는 모든 생물들을 상상했다. 그의 그림에는 스웨덴 숲에서 발견되는 식물, 이끼, 지의류, 버섯 등이 자주 상세하게 묘사되었다. 그는 《난쟁이와 트롤 사이》의 삽화로 가장 잘 알려져 있다.
1953년 알레르스 파밀리에-주르날(알레르스 가족 저널) 기사에서 그의 친구 오베 에클룬드는 "비록 [바우어가] 웅얼거릴 뿐 명확하게 말하지는 않았지만", 그가 그린 모든 생물들이 실제로 존재했다고 믿었다고 진술했다. 에클룬드는 여러 번 바우어를 따라 베테른호 주변의 숲을 산책했으며, 바우어가 존재한다고 생각하는 모든 것들에 대한 묘사는 에클룬드 또한 그것들을 볼 수 있다고 느끼게 했다.
 오베 에클룬드가 바우어에 대해 말한다:
네, 그가 거기 있었죠, 욘 바우에르, 늘 그의 갈색 파이프가 입가에 붙어 있었죠. 가끔 그는 작고 갈색의 트롤 연기 구름을 터키옥색의 태양 빛에 반짝이는 공간으로 곧장 불어냈습니다. 그리고 그의 굳게 다문 좁은 입술 뒤에서 뭔가를 중얼거렸죠—항상 해독하기 쉽지는 않았습니다. 하지만 저는 수년간 열쇠를 가지고 있었기에 대부분 이해했습니다.

### 영감
바우어와 그의 친구들은 모더니즘 운동이 번성하기 직전에 경력을 시작했지만 동시에 스웨덴 예술계를 지배하던 칼 라르손, 안데르스 소른, 브루노 릴리에포르스와 같은 예술가들보다 상당히 젊은 세대의 스웨덴 화가였다. 바우어는 이 예술가들에게서 영감을 받았지만, 그의 유산에서 프리츠 에를러, 막스 클링거 및 다른 독일 삽화가들과 접촉했다. 그는 고대 노르드어가 스칸디나비아 전역에서 낭만화되던 시대에 살았고, 테오도르 키텔센과 에리크 베렌시외드와 같은 예술가들로부터 아이디어와 모티프를 빌렸지만, 그의 완성된 작품들은 그만의 스타일이었다. 이탈리아 여행 후 그의 작품들은 14세기 르네상스의 요소를 명확하게 보여주었다. 왕자와 공주의 그림은 플란데런 태피스트리의 요소를 포함하고 있었고, 심지어 트롤의 의상도 주름이 잡혀 있었는데, 이는 고대 로마 조각에서 볼 수 있는 옷차림과 비슷했다.

### 양식
바우어는 그림을 그릴 때 시간이 많이 걸리는 기술을 사용했다. 그는 기본적인 모양만 있는 작은 스케치(우표보다 크지 않음)부터 시작했다. 그런 다음 더 많은 세부 사항이 있는 약간 더 큰 스케치를 그렸다. 스케치는 작업이 최종 크기에 도달할 때까지 점진적으로 크기와 세부 사항이 커졌다. 《난쟁이와 트롤 사이》에 대한 원본 대부분은 약 20 to 25 센티미터 (7.9 to 9.8 인치) 크기의 정사각형 그림이다. 그는 사용한 문구류부터 봉투 뒷면까지 손에 닿는 모든 것에 낙서를 했다. 그의 스케치 중 상당수는 그림이 점점 커지고 상세해지는 만화 스트립과 유사하다. 그는 또한 같은 완성된 그림의 여러 버전을 만들기도 했는데, 예를 들어 모티프가 여름 풍경과 겨울 풍경으로 묘사된 경우도 있다. 그는 당시 매체나 기술의 전통적인 계층을 따르지 않았다. 그는 연필이나 목탄으로도 완전한 작품을 만들 수 있었고, 유화로도 스케치를 할 수 있었다.
어린 시절부터 바우어는 자신의 삽화를 현대 인쇄 기술에 맞춰야 했다. 풀 컬러는 비쌌기 때문에 삽화는 한 가지 색상에 검정색을 더해 제작되었다. 과정이 발전하고 그의 작품에 대한 수요가 증가하면서 그의 그림은 결국 풀 컬러로 인쇄되었다.

### 수채화

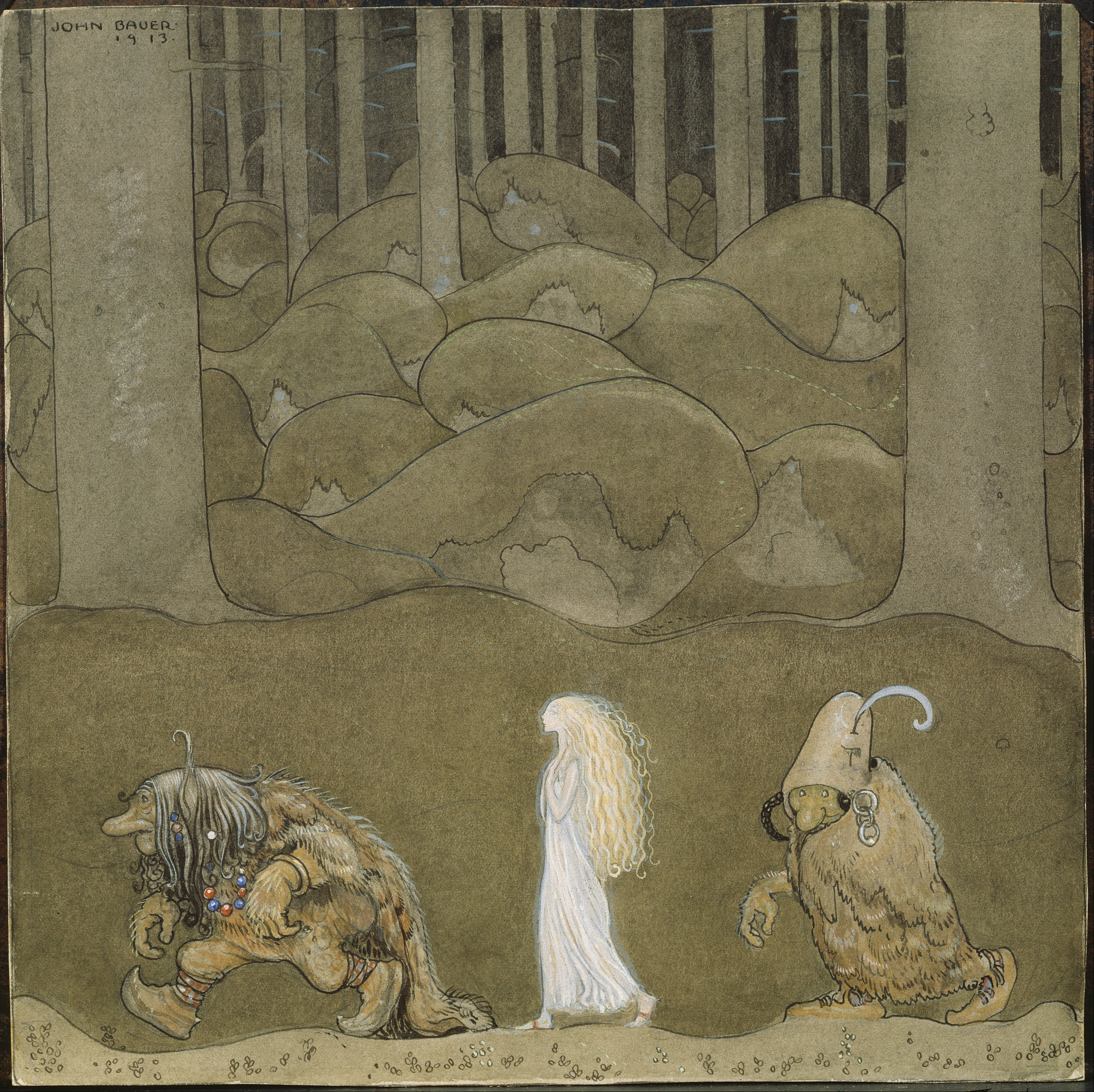
1913년 하지 무렵 어느 저녁, 그들은 비앙카 마리아와 함께 숲 깊은 곳으로 들어갔다, 수채화

바우어의 그림 중 가장 주목할 만한 것은 수채화이며, 그가 책과 잡지 삽화에 사용한 기술이다. 그는 수채화와 구아슈를 번갈아 사용했다. 삽화를 제작할 때 두 매체를 혼합하기도 했는데, 아쿠아렐의 속도와 구아슈가 제공하는 대비 및 임파스토가 모두 필요했기 때문이다. 이러한 수용성, 속건성 매체는 바우어가 마감 직전까지 그림 작업을 할 수 있게 해주었는데, 이는 그가 자주 하는 일이었다.

### 난쟁이와 트롤 사이
1907년, 바우어는 오렌 & 오케를룬드 출판사(현재 보니에 그룹)로부터 새로운 도서 시리즈 《난쟁이와 트롤 사이》의 삽화를 의뢰받았다. 이 책들은 매년 출판될 예정이었고, 저명한 스웨덴 작가들의 이야기를 담고 있었다. 이 책을 위한 바우어의 그림 대부분은 부드러운 색조의 전면 수채화 삽화였다. 그는 또한 표지, 비네트 및 기타 작은 삽화에도 기여했다. 바우어의 가장 중요한 생명체인 트롤은 회색, 녹색, 갈색 등 숲의 색조로 묘사되어 마치 이 생물들이 풍경 그 자체에서 자라난 듯했다. 그의 인쇄업자에게 제공되는 기술의 한계로 인해 1907-10년판은 단 두 가지 색상, 즉 검정색과 노란색으로 제작되었다. 이 인쇄물에 사용된 바우어의 원본 그림 중 일부는 풀 컬러였다.
1911년, 바우어가 다시 책의 삽화를 의뢰받았을 때, 그는 출판사에 출판 후에도 자신의 그림과 저작권을 보유하고 싶다고 분명히 밝혔다. 출판사는 이전 판의 원본 삽화를 소유하고 있었고 그것들을 자신들의 재산으로 간주했다. 바우어는 같은 문제에 직면한 다른 예술가들의 지지를 받았다. 출판사는 입장을 바꾸지 않았고 바우어의 삽화 없이는 책 판매가 감소했다.
출판사는 1912년 판에 대해 바우어에게 양보했다. 그는 다시 자신의 책에 삽화를 그렸다. 인쇄 기술도 개선되어 그림을 검정, 노랑, 파랑 세 가지 색상으로 인쇄할 수 있게 되었다. 이 기술적 개선으로 인쇄물은 바우어의 원본 그림과 거의 유사해졌다.
바우어는 1913-15년 판을 삽화했는데, 이전과 동일한 세 가지 색상으로 인쇄되었다. 1913년은 이 책들에서 그의 작업이 절정에 달한 해였으며, 그 판의 바우어 삽화들은 그의 작품 중 가장 많이 복제된 작품 중 하나이다. 1914년, 그의 삽화는 이탈리아 르네상스의 영향을 받기 시작했다. 그 당시 바우어는 이 시리즈의 삽화 작업을 중단하고 싶었지만, 계약상 한 판 더 삽화를 해야 했다. 1915년은 그가 트롤과 난쟁이와 함께 작업한 마지막 해였다. 그는 "그들과의 작업을 마쳤고 다음으로 나아가고 싶다"고 말했다. 유럽 전쟁은 바우어의 세계관을 변화시켰고 그는 더 이상 그것을 동화로 상상할 수 없다고 말했다.

### 투브스타르

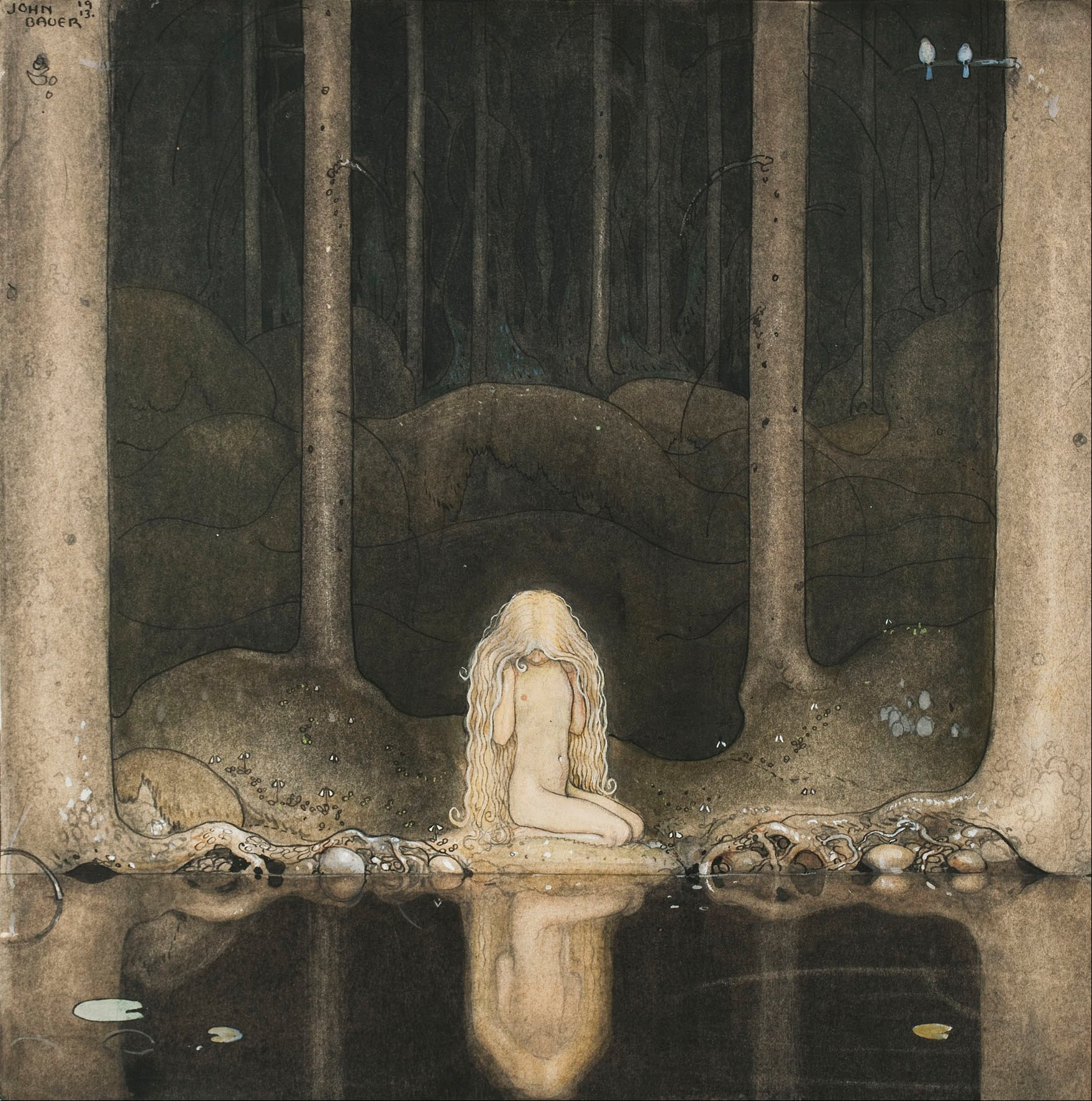
여전히 투브스타르는 앉아서 숲 늪의 어두운 물을 응시한다, 1913년, 수채화

1913년에 그려진 《여전히 투브스타르가 앉아서 물을 응시한다》는 바우어의 가장 유명한 작품 중 하나이다.
1980년대까지 바우어의 작품 중 가장 많이 복제되고 대중화된 것은 1913년에 출판된 《사슴 스쿠트와 작은 공주 목화풀 이야기》에 나오는 공주와 무스를 묘사한 두 점의 그림이었다. 첫 번째 그림은 무스를 타고 있는 공주이고, 두 번째 그림은 잠자는 공주를 지키고 있는 무스의 모습이다. 이 그림들은 주로 아이 방의 벽 그림으로 사용되었다. 같은 이야기에는 잃어버린 마음을 찾아 늪을 내려다보는 투브스타르의 그림도 포함되어 있는데, 이는 순수함을 잃는 것에 대한 알레고리이다. 바우어는 이 모티프에 대해 여러 연구를 했다. 1980년대에는 투브스타르와 늪을 그린 그림이 샴푸 광고에 사용되었다. 이로 인해 스웨덴에서는 국가 유산으로 여겨지는 예술 작품을 어떻게 사용해야 하는지에 대한 논쟁이 시작되었다. 1999년, 이 그림은 다시 광고에 등장했는데, 이번에는 모든 나무가 벌목되고 투브스타르가 그것들을 애도하는 것처럼 보이는 조작된 버전이었다. 수상 경력에 빛나는 이 광고 캠페인은 스웨덴 자연보호협회에 의해 제작되었으며, 스웨덴의 새로이 깨어난 환경 운동을 더욱 촉진하는 데 기여했다. 바우어의 전기에서 군나르 린드크비스트는 이 그림이 너무 상업화되었다고 주장한다.

### 유화
바우어는 경력 초기에 대부분의 주요 작품을 유화로 제작했는데, 이는 스웨덴 왕립예술원에서 가르치는 전통적인 기법이었기 때문이다. 스웨덴 북부로의 여행은 라플란드 책을 위한 많은 스케치와 수채화를 낳았지만, 《코소바게》(Kåsovagge, 1904)라는 제목의 캔버스 유화도 낳았다. 1903년부터 1905년까지 그는 표현주의의 영향을 받은 여러 초상화와 풍경화를 그렸다. 그는 또한 에스테르의 첫 번째 유화인 《요정 공주》를 그렸는데, 이 그림에는 라파엘 전파의 요소가 포함되어 있다. 이 작품은 바우어가 어떤 종류의 그림을 그리고 싶어 했는지를 보여주지만, "난쟁이와 트롤 사이" 삽화 의뢰가 방해가 되었다. 그는 자신이 "만물박사처럼 느껴진다"고 썼고, 편집자와 출판사에게 도움을 요청하는 편지에서 "그는 그림을 그려야 했고, 유화로 미래를 만들고 싶었고, 나머지는 망할 것이었다"고 정기적으로 폭발했다. 트롤과 난쟁이를 그리는 것을 그만둘 무렵 그는 지치고 기진맥진했으며, 무대 미술, 학교에서 사용할 그림에 대한 개론서 집필, 프레스코화 시작 등 다른 분야로 눈을 돌렸다. 그는 익사하기 전에 유화 작업을 완전히 다시 시작할 기회를 얻지 못했다.

### 대작

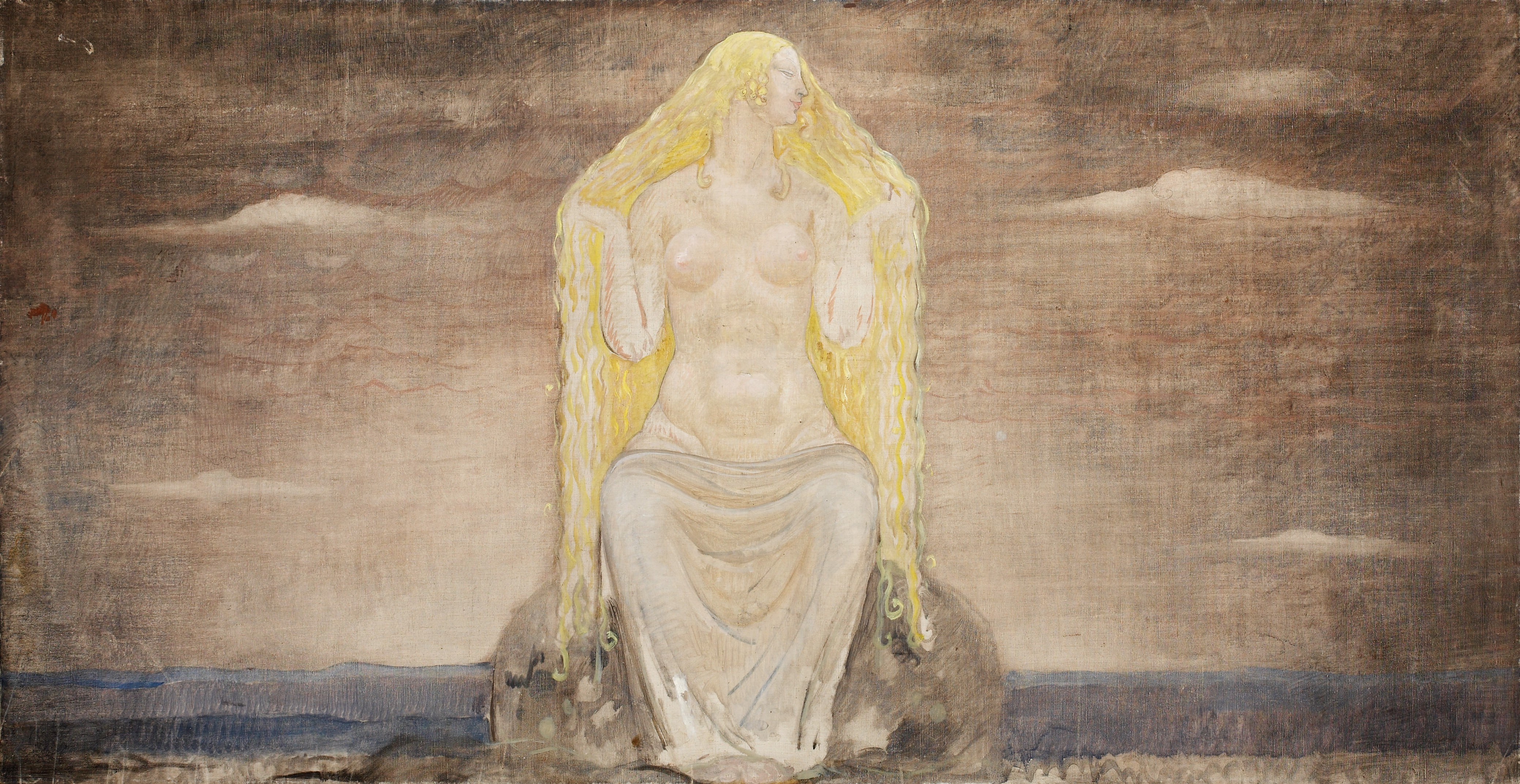
프레이야, 1905년, 유화 스케치

아카데미 시절의 초기 작품에서처럼, 바우어는 대규모 프레스코에 관심을 보였고, 이탈리아 방문 후 이러한 관심이 커졌다. 이 기술을 사용하여 주요 작품을 만들 첫 기회는 1912년에 주어졌는데, 그는 출판사 에리크 오케를룬드의 집에서 1.5-by-1.5-미터 (4 ft 11 in by 4 ft 11 in) 크기의 프레스코-세코 벽화인 빌-발라레만(Vill-Vallareman)을 완성했다. 1913년, 그는 뉘셰핑의 오드 펠로우즈 로지에서 《덴 헬리게 마르틴》(성 마르틴, 성인)이라는 프레스코화를 의뢰받았다. 같은 시기에 새로운 스톡홀름 법원 건물이 건설 중이었다. 건물 장식에 관한 공모전이 개최되었고, 당시 스웨덴의 저명한 예술가 대부분이 작품과 제안을 제출했다. 바우어는 이 공모전을 위해 여러 스케치를 했지만, 자신감을 잃고 어떤 초안도 제출하지 않았다.
바우어의 마지막 대규모 작품은 1917년 칼스크로나 소녀 학교 강당을 위한 유화였다. 이 작품은 프레이야 신화 속 사랑, 전쟁, 마법의 여신인 프레이야를 묘사한다. 에스테르가 누드 모델을 섰고, 바우어는 그녀를 강하고 관능적이며 힘찬 모습으로 그렸다. 친구들은 이를 농담 삼아 "바우어 부인의 가슴 그림"이라고 불렀다.

## 전시회
그의 생전에 열린 일부 전시회는 다음과 같다.
- 1905 예테보리
- 1906 노르셰핑
- 1911 로마
- 1913 뮌헨
- 1913 드레스덴
- 1913 브라이턴
- 1913 스톡홀름
- 1914 말뫼
- 1915 샌프란시스코 – 바우어는 명예 메달을 받았다.[1][86]

사후 전시회는 다음과 같다.
- 1934–45 순회 전시회
- 1968 옌셰핑스 랜스 박물관, 옌셰핑
- 1973 티엘스카 갤러리, 스톡홀름
- 1981–82 국립미술관 (스웨덴), 스톡홀름
- 1993 밀레스고르덴, 스톡홀름
- 1994 예테보리 미술관, 예테보리

## 컬렉션
옌셰핑스 랜스 박물관은 바우어의 그림, 드로잉, 스케치 1,000점 이상을 소장하고 있으며, 이는 그의 작품 중 세계에서 가장 큰 컬렉션이다. 그는 또한 스톡홀름의 국립미술관 (스웨덴), 예테보리 미술관 및 말뫼 콘스트박물관에도 소장되어 있다. 독일 에벤하우젠의 욘 바우어 박물관은 바우어의 삶과 작품에 헌정된 박물관이다.

## 작품
유명한 아동 문집 삽화에 대해서는 난쟁이와 트롤 사이를 참조.
기타 작품

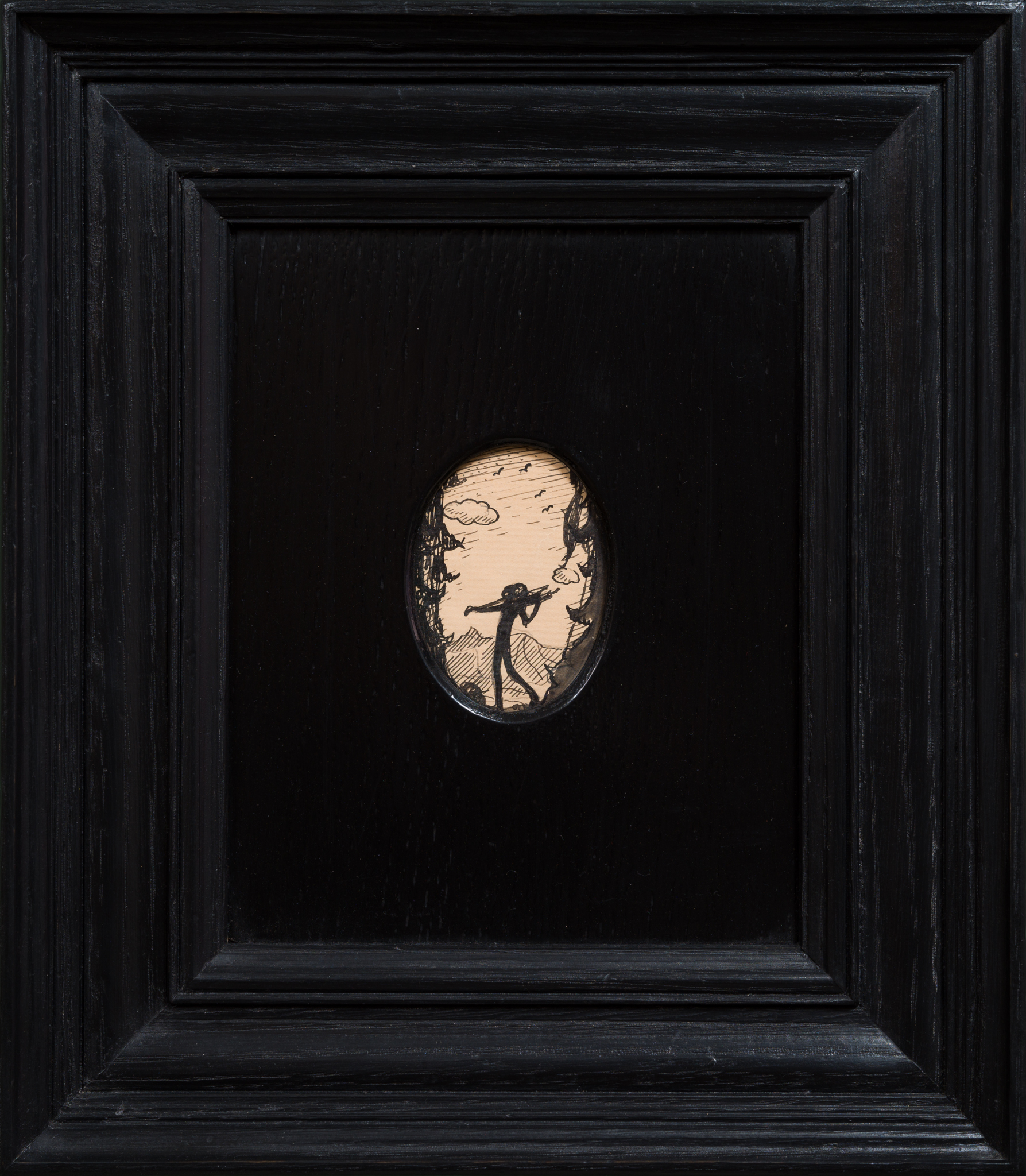
바이올린 연주자
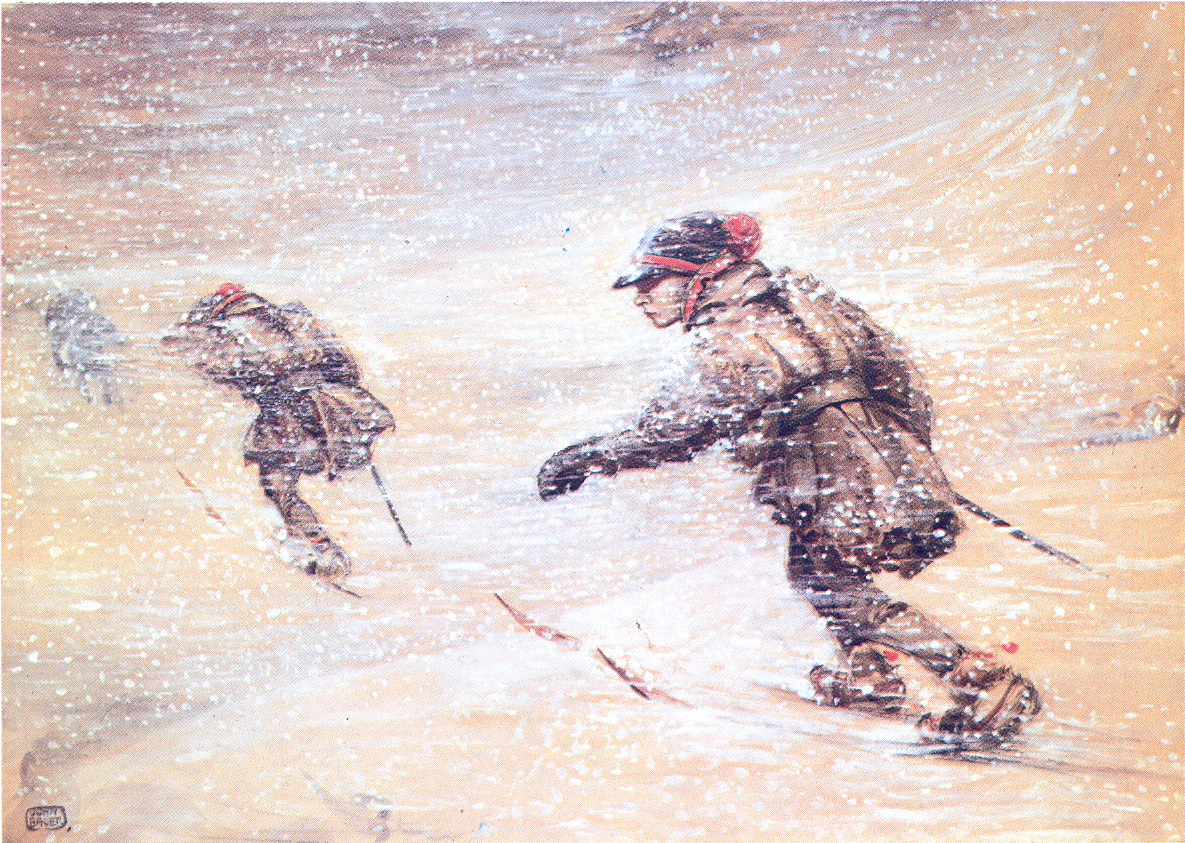
눈보라 속 라플란드 사람들, 1904–1905, 수채화
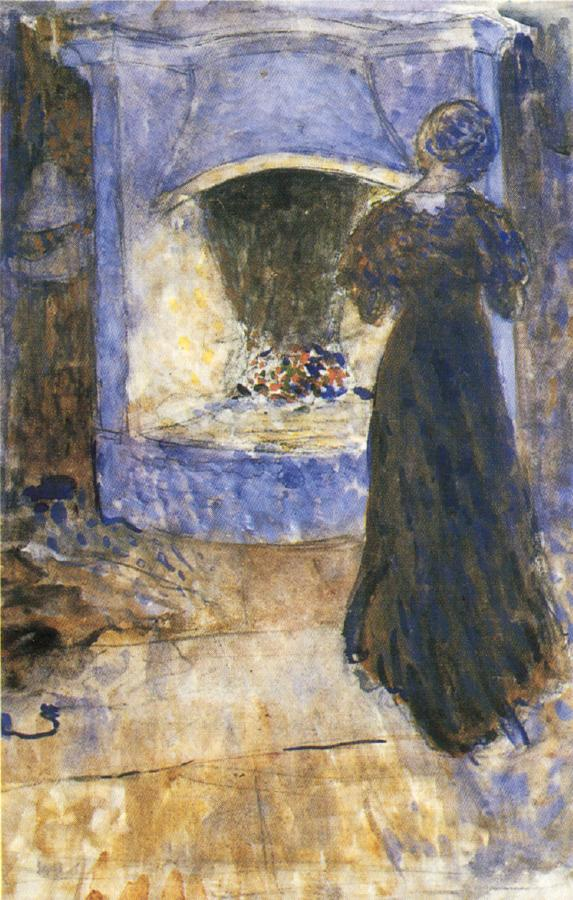
오두막의 에스테르, 1907년, 수채화
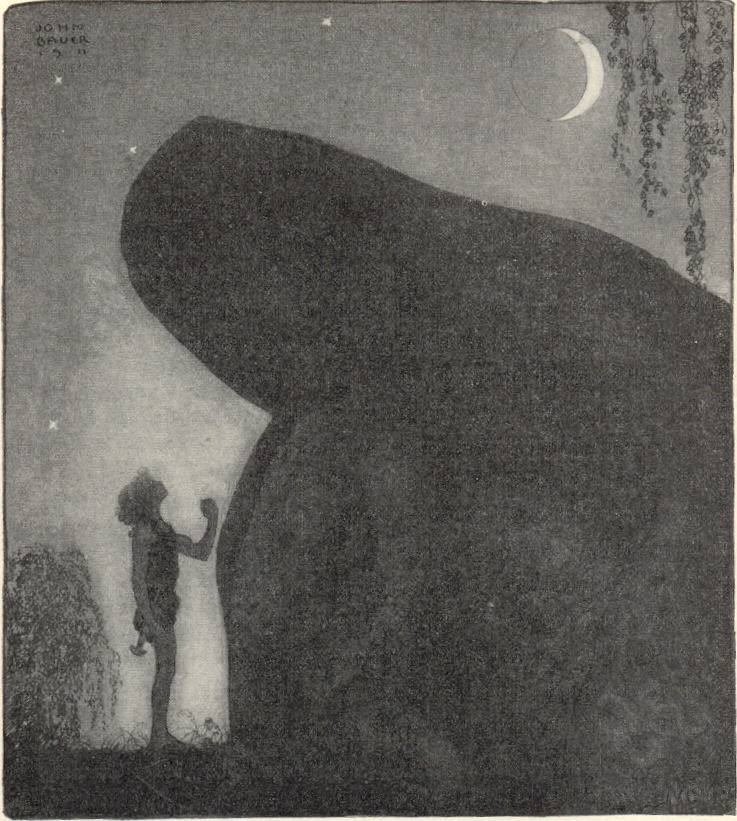
깨어나 그로아, 깨어나 엄마, 1911년, 수채화
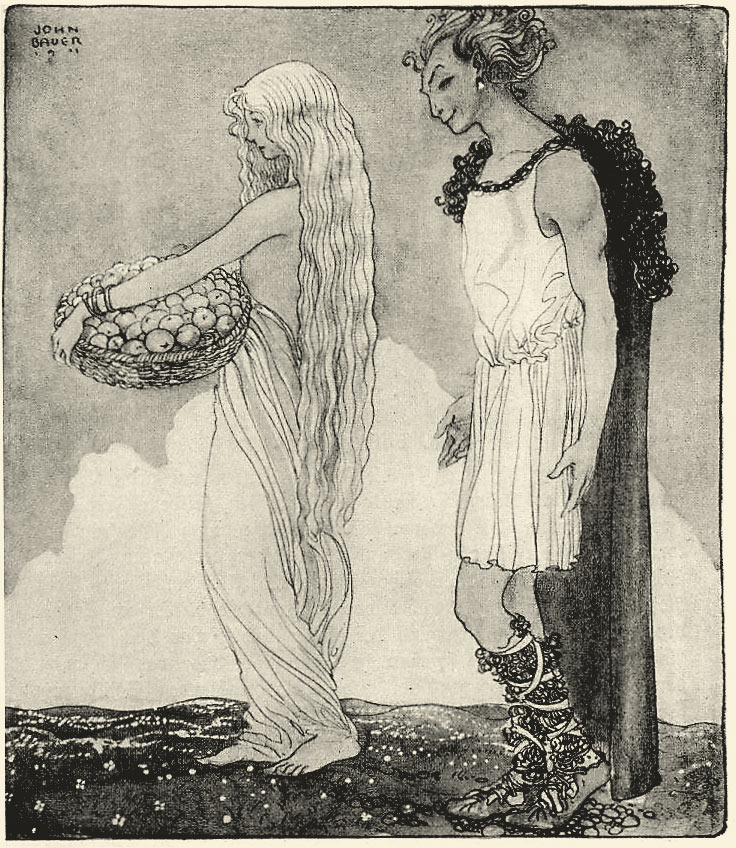
로키와 이둔, 1911년
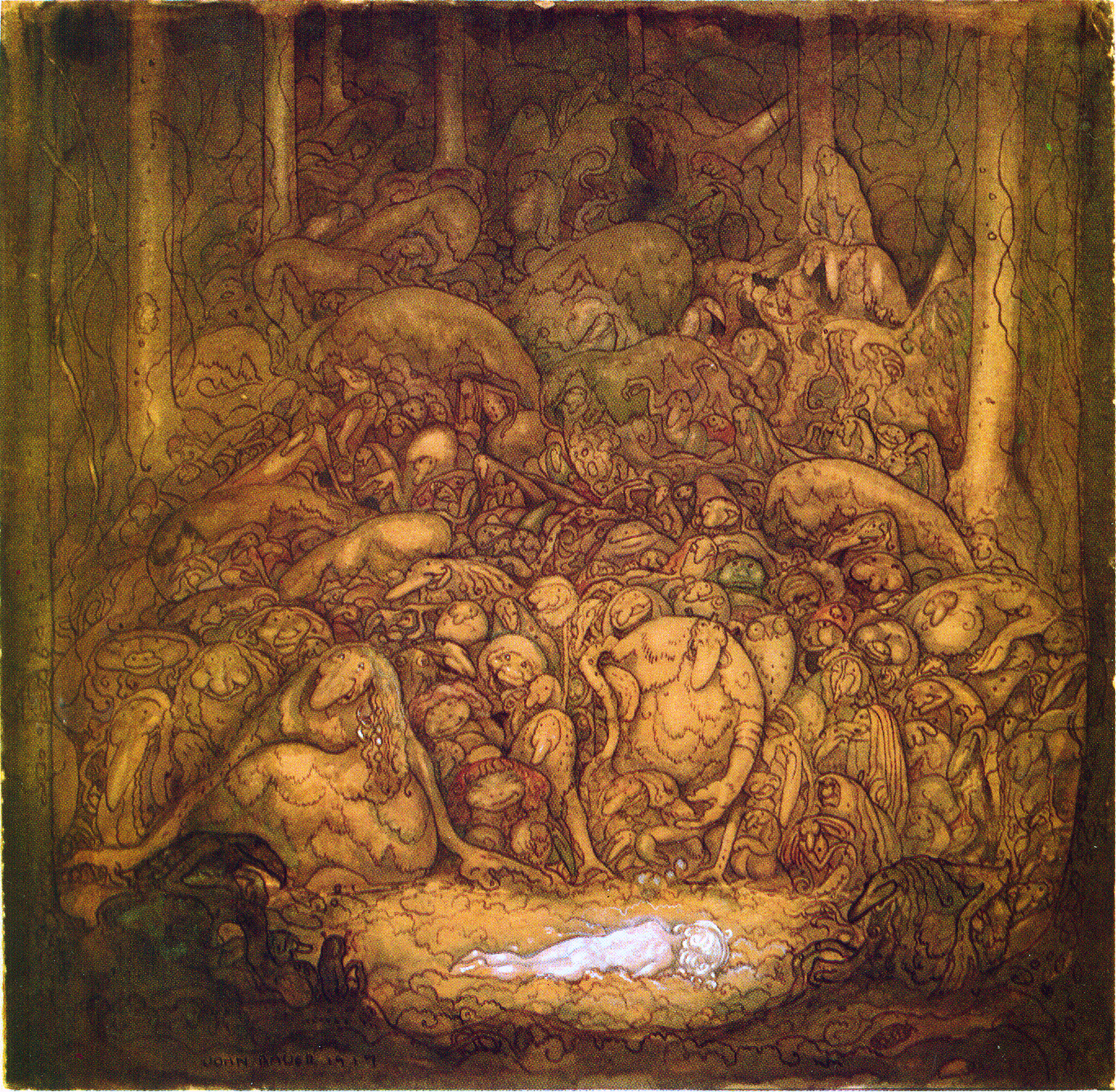
뿌리 트롤, 1917년, 펜과 워시 드로잉
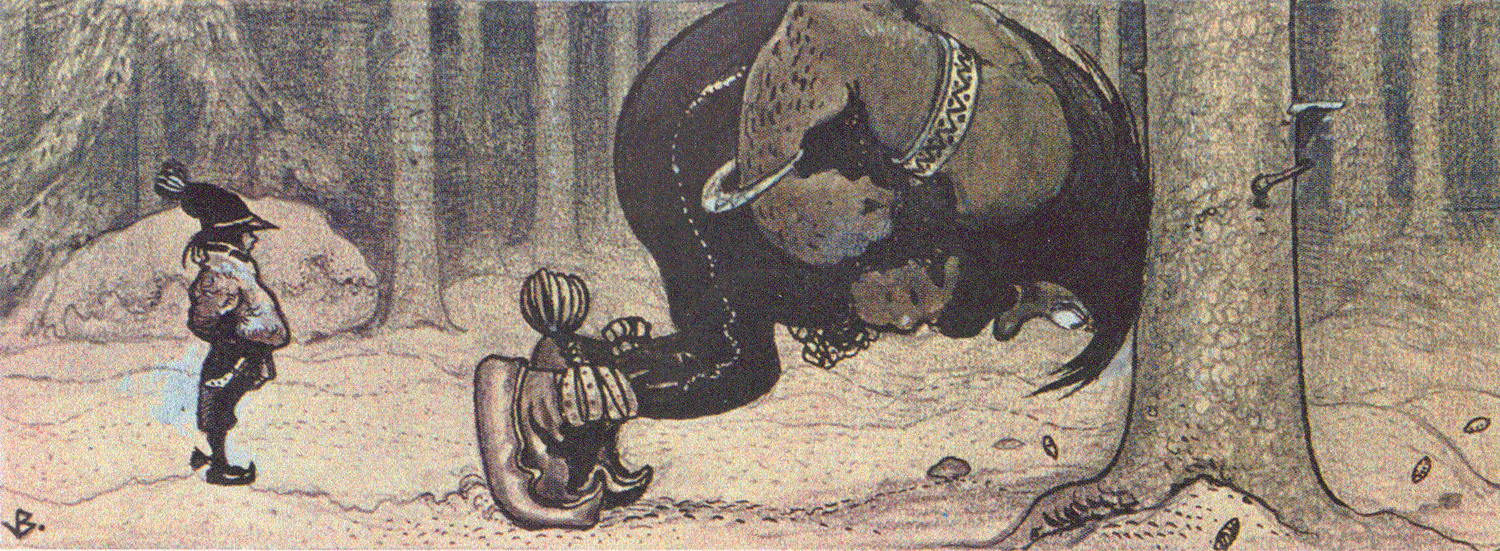
스탈로와 사미족 소년 카우라스, 1904년과 1908년 사이
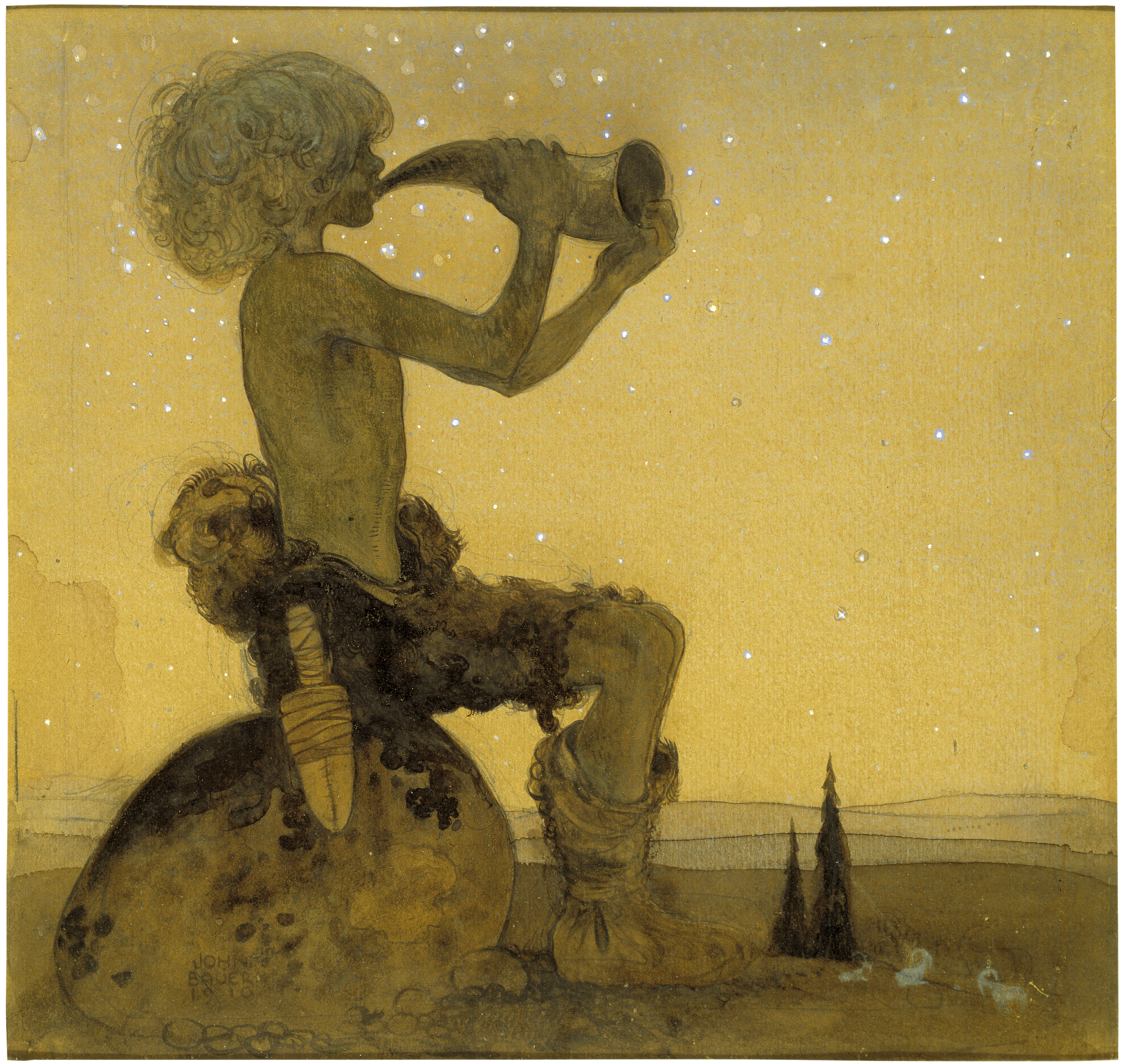
빌 발라레만 (요정 목동), 1910년
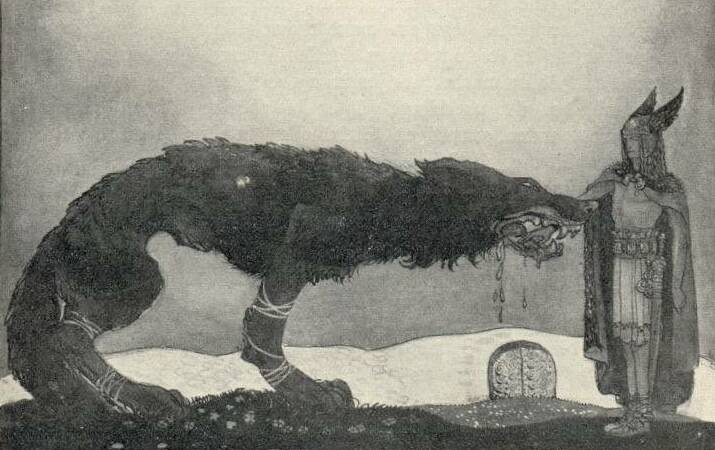
티르와 펜리르, 1911년
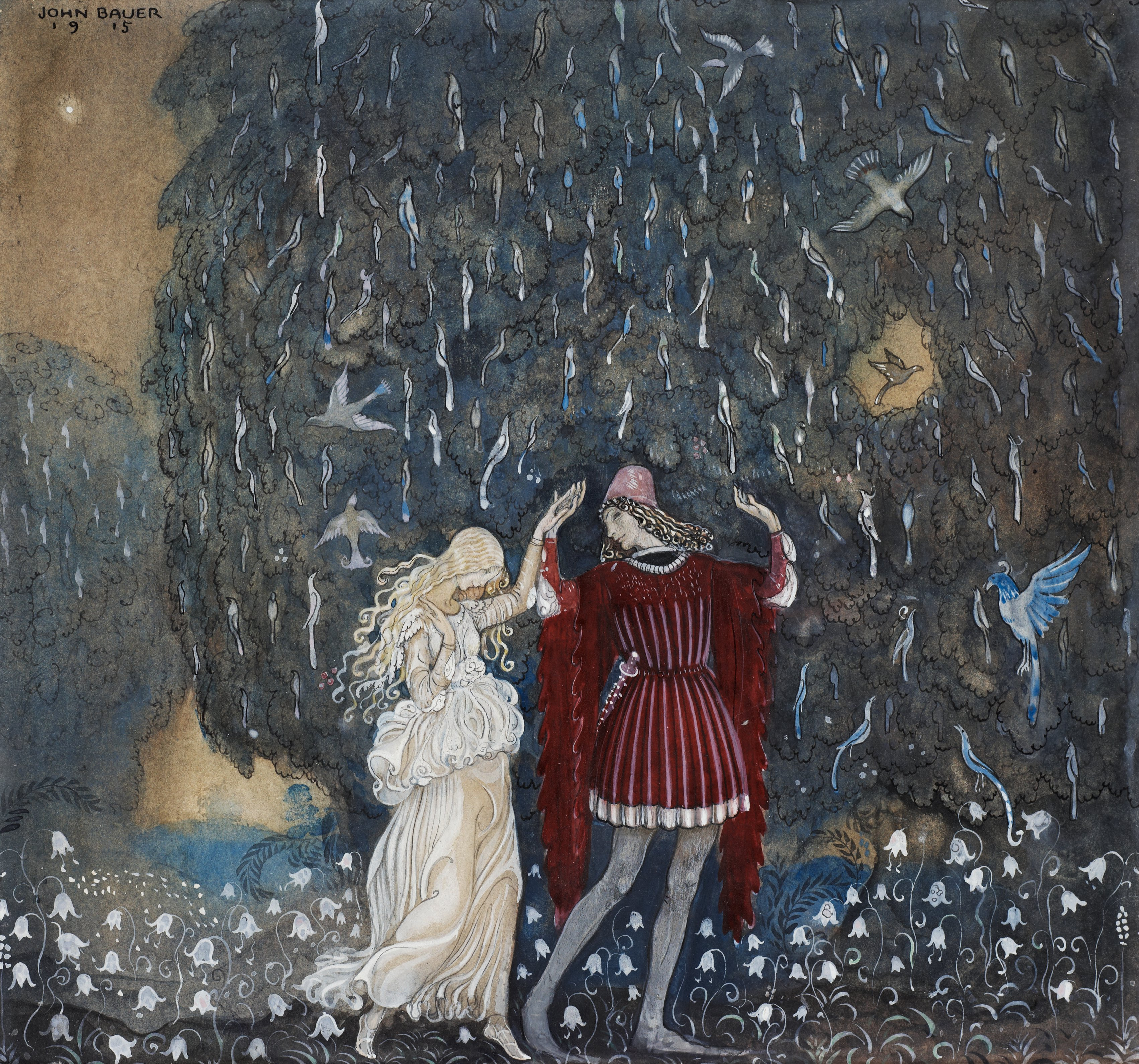
레나가 기사와 춤을 추다, 1915년

저술
- Bauer, John (1928).  Cyrus Granér; Karl Steenberg; Gottfrid Kallstenius, 편집. 《Ritkurs för Sveriges barndomsskolor》 [스웨덴 어린이 학교를 위한 드로잉 수업] (스웨덴어) 1–12판. 스톡홀름: 스콜북스 아.-b. 데 푀레나데.

## 자아 성찰
바우어는 꾸준히 개인적으로 자신을 의심했다. 그는 트롤과 공주 그림으로 받은 칭찬을 "아이들을 위한 재미있는 그림을 그린 것에 대한 멋진 칭찬"으로 여겼다. 그는 유화로 그림을 그리고 자신이 "진정한 예술"이라고 부르는 것을 만들고 싶었지만, 삽화로 받는 돈이 필요했다. 그의 자기 의심은 그의 공개적인 인물상과 자화상에서 자신을 표현하는 방식(강한 의지를 가졌지만 자신을 깎아내리는)과는 대조적이었다.

## 유산
바우어의 그림은 미술 경매에서 계속 인기를 얻고 있다. 2014년 경매에서 바우어의 구아슈 《트롤 숲의 훔페》(Humpe I trollskogen)는 56만 3,500크로나(약 87,000 미국 달러)에 팔렸고, 수채화 《기사가 말을 타고 나갔다》(En riddare red fram)는 55만 1,250크로나(약 85,100 미국 달러)를 기록했다.

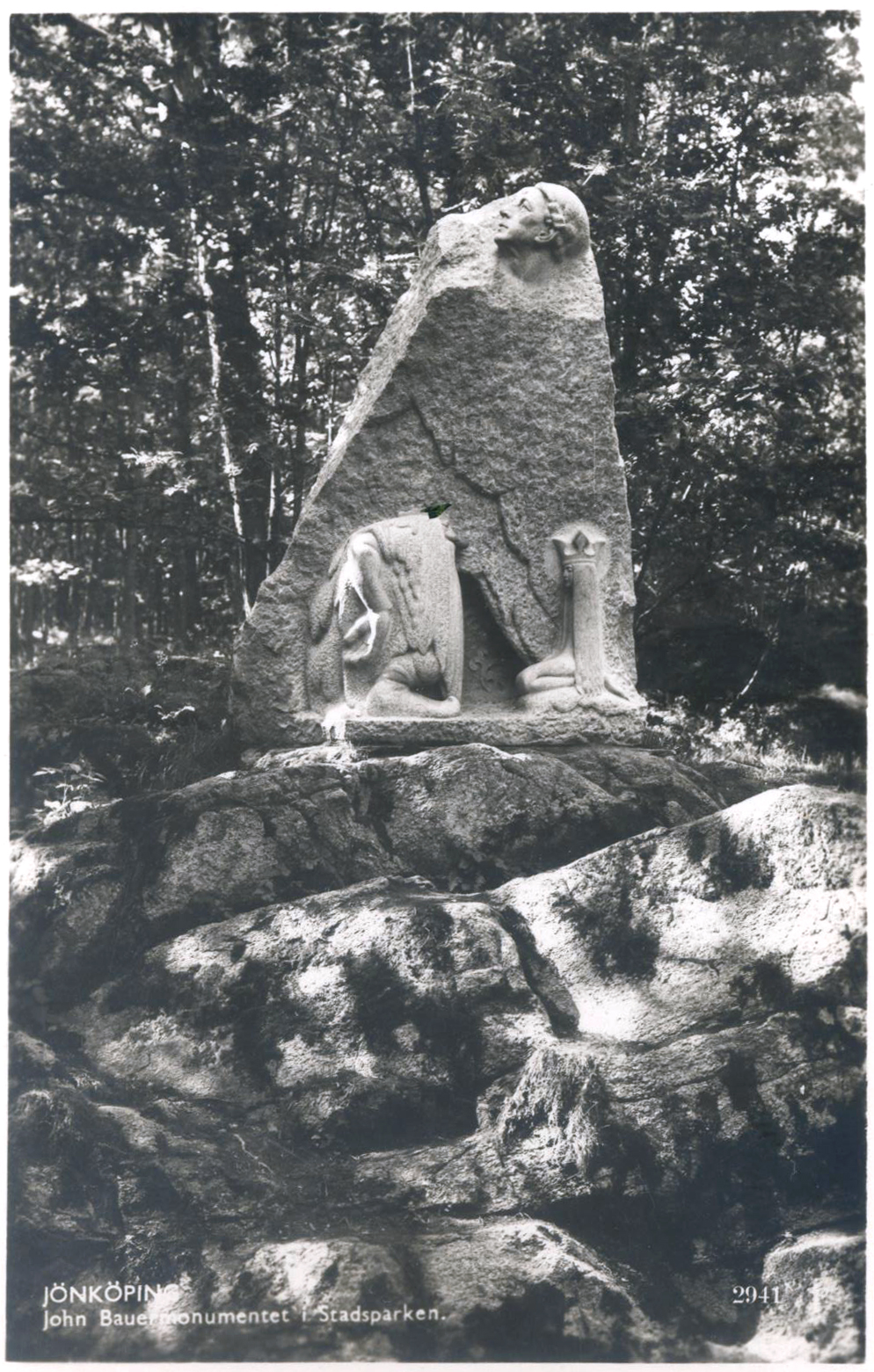
옌셰핑의 욘 바우어 기념비, 칼 훌트스트룀 작

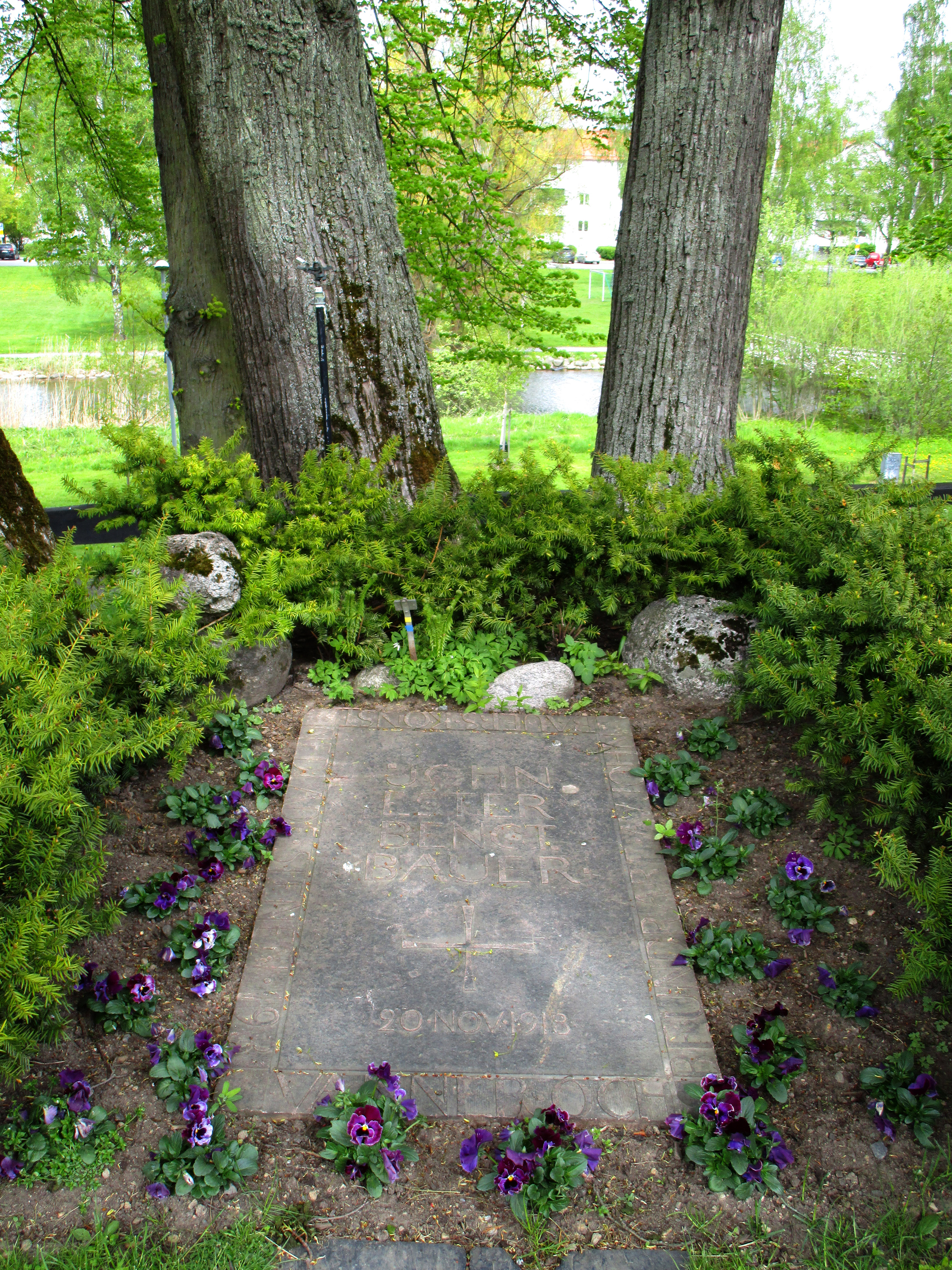
옌셰핑에 있는 욘, 에스테르, 벵트 바우어의 묘

그의 삽화는 여러 번 재판되었으며, 동화의 고전으로 여겨진다. 2014년 기준, 바우어의 그림이 포함된 책은 10개 언어로 출판되었다. 바우어의 작품은 술라미트 뷜핑, 케이 닐센, 브라이언 프루드, 레베카 구아이 및 기타 삽화가들에게 영향을 미쳤다. 군나르 린드크비스트는 바우어의 전기에서 다음과 같이 언급한다. "비록 바우어의 작품이 때때로 아서 래컴의 작품에 영향을 미쳤다고 언급되기도 하고 그 반대도 마찬가지이지만, 이 예술가들은 1910년대에 이미 자신만의 스타일을 확립한 후에야 서로의 작품과 접촉했다. 따라서 어떠한 유사점도 1800년대 후반의 낭만적인 뮌헨 예술과 알브레히트 뒤러의 예술이라는 공통된 영감에 기인한다고 보아야 한다."
옌셰핑에는 바우어를 기리는 기념비가 시 공원에 세워져 있는데, 이는 1931년 스웨덴 조각가 칼 훌트스트룀이 만든 것이다. 훌트스트룀은 또한 그리프스홀름성의 국립 초상화 미술관 (스웨덴)에 있는 바우어의 청동 흉상을 만들었다.
1982년 욘 바우어 탄생 100주년을 기념하여 스웨덴 우편 서비스는 《난쟁이와 트롤 사이》의 모티프를 담은 3장의 우표를 발행했다. 1997년에는 4장이 더 발행되었다. 바우어의 가족 집인 빌라 시외비크가 한때 서 있던 곳에 공원과 인접한 거리가 그의 이름을 따서 명명되었다. 이 지역은 현재 옌셰핑시의 일부이다. 물셰에는 바우어의 이름을 딴 거리가 생겼고, 뉘셰핑에는 그의 이름을 딴 광장이 생겼다.

## 대중문화

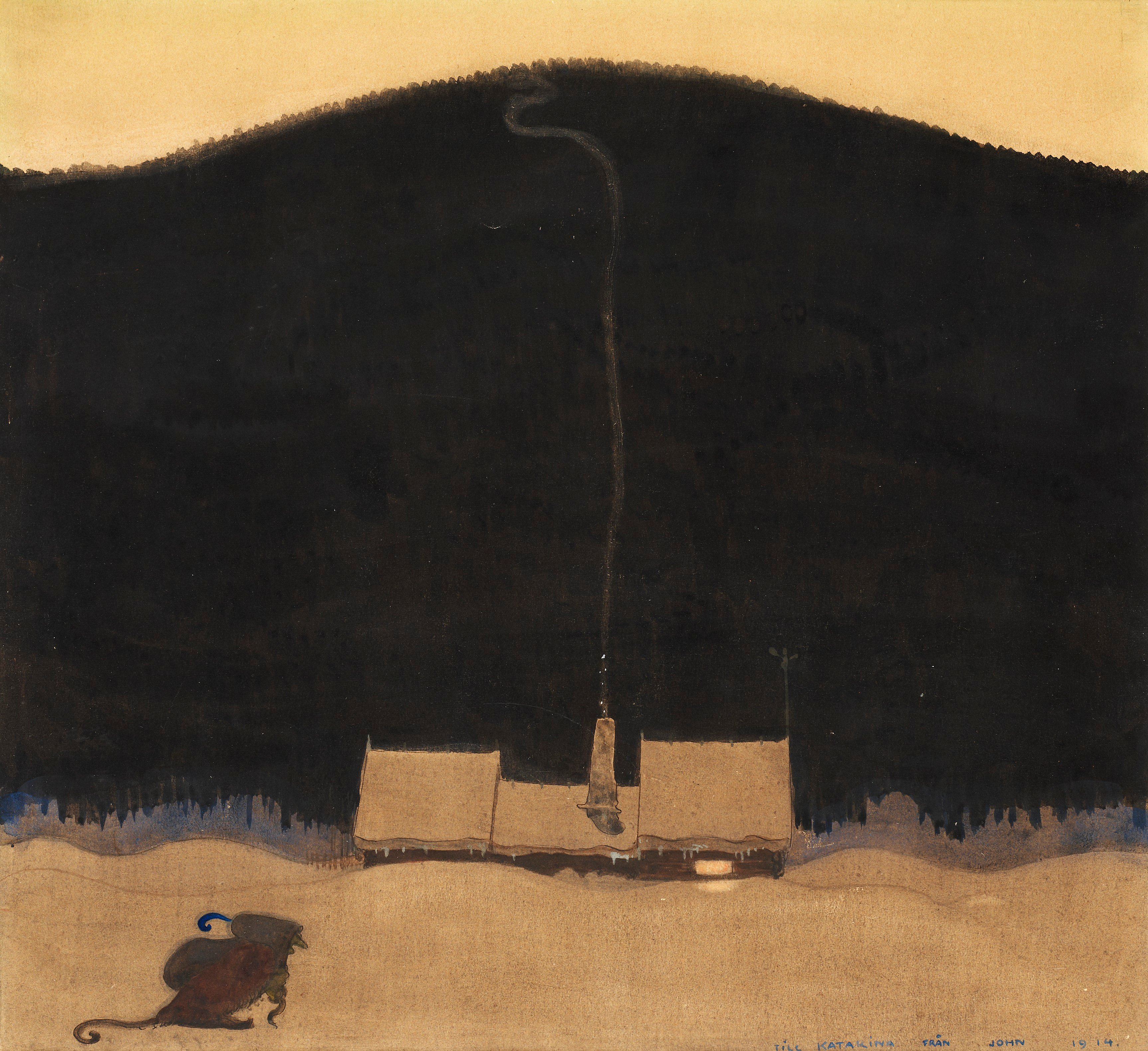
황혼녘 그녀는 종종 몰래 나가 좋은 냄새를 맡았다, 1914년, 수채화

- 1986년, 스베리예스 텔레비전은 영화 《에스테르—욘 바우어의 아내에 대하여》(Ester—om John Bauers wife)를 제작 및 방영했다. 에스테르 역은 레나 T. 한손이, 욘 역은 페르 마츠손이 맡았다.[102]
- 바우어와 스토리텔링에 대한 어린이를 위한 단편 영화 《욘 바우어, 판타지와 이야기들》(John Bauer, fantasin och sagorna)이 2013년에 제작되었다. 울프 한손, 쿤스캅스미디어 AB가 옌셰핑스 랜스 박물관 및 욘 바우어 아트 HB와 협력하여 만들었다.[103]
- 스베리예스 텔레비전의 시리즈 《콘스트베르크 베레타르》(미술 작품이 이야기하다)는 벵트 라게르크비스트가 1977년 1월 24일에 방영한 에피소드 "어린 시절의 그림"에서 《황혼녘 그녀는 종종 몰래 나가 좋은 냄새를 맡았다》를 다뤘다. 이 에피소드는 스웨덴에서 스웨덴 텔레비전 오픈 아카이브를 통해 시청할 수 있다.[104]
- 욘과 에스테르 바우어에 대한 영화 프로젝트는 2012년 뵈리에 페라트가 시작했다. 《욘 바우어—산의 왕》(John Bauer—Bergakungen)이라는 제목의 이 영화는 동화 예술가와 에스테르에 대한 그의 사랑에 초점을 맞춘다. 구스타프 스카르스고르드가 바우어 역을 맡을 예정이다.[105]
- 스웨덴 사진작가 마츠 안데르손은 카메라를 사용하여 바우어의 숲을 다시 방문한 책을 출판했다. 이 사진들은 2013년 11월 보로스의 아베키타 미술관에서도 전시되었다.[106][107]
- 바우어는 닐 게이먼의 만화책 시리즈 샌드맨에서 언급된다.[108]
- 짐 헨슨과 프랭크 오즈가 감독한 영화 다크 크리스탈의 시각적 모습은 주요 콘셉트 아티스트이자 최고 생물 디자이너인 브라이언 프루드가 바우어의 예술에서 영감을 받아 개발했다.[109]
- 이탈리아 음악가 지안루카 플로미탈로(예명 "더 휴지")는 《욘 바우어—기사가 말을 탄다》(John Bauer–Riddaren Rider)라는 앨범을 만들었는데, 모든 곡의 제목이 바우어의 그림 이름을 따서 지어졌다.[110]
- 노르웨이 예술가 모르티이스는 그의 앰비언트 앨범에 바우어의 예술을 사용한다.[111]
- 스웨덴 시인 로저 L. 스벤손은 그의 시에서 바우어 기념비와 바우어의 창작물을 회상한다.[112]
- 2019년 공포 영화 미드소마는 그의 작품에서 영감을 받았으며, 영화 초반에 바우어의 작품 "불쌍한 아기 곰!"이 포함되어 있다.[113]
- 인기 샌드박스 게임 마인크래프트의 Lush Caves는 《오스쿨덴스 반드링》 그림에서 영감을 받았다.[114]
- 넷플릭스 오리지널 《사브리나의 오싹한 모험》은 스펠맨 장례식장과 보이지 않는 예술 아카데미 전반에 걸쳐 바우어의 작품을 많이 사용한다.

## 내용주
1. ↑  예를 들어, 그들이 크로키를 할 때 모델은 모든 옷을 벗는 것이 허용되지 않았다.
2. 1 2  존 바우어에게 attributed된 대부분의 서신(약 1000통)은 현재 옌셰핑스 랜스 박물관에 소장되어 있다.[22] 소장된 편지들은 현재 디지털화 작업 중이다.[23] 바우어와 주고받은 다른 편지들은 스웨덴 왕립도서관[24]과 예테보리 대학교 도서관[25]에서 찾을 수 있다.
3. ↑  이러한 실험은 1918년에 그린 왜곡된 푸른색 형상의 이전 그림 속 인물들을 조롱하는 구아슈 《판스티그》(악마성)와 푸른색 음영으로 이브를 꿈처럼 묘사한 템페라 《블라 에바》(푸른 이브)에서 볼 수 있다.
4. ↑  바우어는 자신이 그린 삽화는 유화와 달리 (진정한) 작품이라고 생각하지 않았고, 단지 돈을 받고 하는 하찮은 일이라고 생각했다.

### 참고 문헌
- Agrenius, Helen (1996). 《Om konstnären John Bauer och hans värld》 [예술가 욘 바우어와 그의 세계에 대하여] (스웨덴어). 옌셰핑: 옌셰핑스 랜스 박물관. ISBN 91-85692-29-8. 2014년 6월 20일에 확인함.

- Bjurström, Per; Lindqvist, Gunnar; Börtz-Laine, Agneta; Holmberg, Hans (1982). 《John Bauer: en konstnär och hans sagovärld》 [욘 바우어: 한 예술가와 그의 동화 세계] (스웨덴어). 회가나스: 브라 뵈케르 인 사마르베테 메드 내셔널무스. ISBN 91-38-90217-6. 2014년 6월 20일에 확인함.

- Corin, Claes (2013). 《I John Bauers fotspår》 [욘 바우어의 발자취를 따라] (스웨덴어). 라홀름: 코르지마. ISBN 978-91-637-3020-7. 2014년 6월 20일에 확인함.

- Lindqvist, Gunnar (1979). 《John Bauer》 (스웨덴어). 스톡홀름: 리베르 푀를라그. ISBN 91-38-04605-9. 2014년 6월 20일에 확인함.

- Olenius, Elsa, 편집. (1966). 《John Bauers sagovärld: en vandring bland tomtar och troll, riddare och prinsessor tillsammans med några av våra främsta sagodiktare》 [욘 바우어의 동화 세계: 난쟁이와 트롤, 기사와 공주 사이를 걷는, 우리 최고의 동화 작가들과 함께] (스웨덴어). 스톡홀름: 보니에. ISBN 91-0-030396-8. 2014년 6월 20일에 확인함.

- Wahlenberg, Anne; Bauer, John (1903). 《Länge, länge sedan ...》 [아주, 아주 오래전 ...] (스웨덴어). 프로젝트 루네베리.

## 더 읽어보기
- Agrenius, Helen; Jackson, Charlotte (1996). 《The artist John Bauer and his world》. 옌셰핑: 옌셰핑 카운티 박물관. ISBN 91-85692-30-1. 2014년 6월 23일에 확인함.

- Andersson, Mats; Söderlind, David (2011). 《John Bauers skogar》 [욘 바우어의 숲] (스웨덴어). 옌셰핑: 콘크리트. ISBN 978-91-633-8501-8. 2014년 6월 26일에 확인함.

- Dahlin, Eva, 편집. (2009). 《John Bauers förtrollande sagovärld》 [욘 바우어의 황홀한 동화 세계] (스웨덴어). 스톡홀름: 보니에 칼센. ISBN 978-91-638-6333-2. 2014년 6월 23일에 확인함.

- Dahlin, Eva; Daniela Villa, 편집. (2002). 《John Bauers sagovärld, för länge, länge sedan》 [욘 바우어의 동화, 아주 오래전] (스웨덴어). 스톡홀름: 보니에 칼센. ISBN 91-638-2441-8. 2014년 6월 23일에 확인함.

- 《John Bauers bästa, ett urval sagor ur Bland tomtar och troll》 [욘 바우어의 최고, 난쟁이와 트롤에서 선별된 이야기들] (스웨덴어). 스톡홀름: 오렌 % 오케를룬드. 1931. 2014년 6월 23일에 확인함.

- Lindqvist, Gunnar (1991). 《John och Ester, makarna Bauers konst och liv》 [욘과 에스테르, 바우어 부부의 예술과 삶] (스웨덴어). 스톡홀름: 칼슨. ISBN 91-7798-458-7. 2014년 6월 23일에 확인함.

- Lundburgh, Holger (2004). 《Swedish folk tales》. 에든버러: 플로리스. ISBN 0-86315-457-3. 2014년 6월 23일에 확인함.

- Nilsson, Anna (1999). 《John Bauer, Bland tomtar och troll》 [욘 바우어, 난쟁이와 트롤 사이] (스웨덴어). 우메오: 콘스트베텐스캅 기관. 2014년 6월 23일에 확인함.

- Nordström, Lillemor (2000). 《Första boken om John Bauer》 [욘 바우어에 대한 첫 번째 책]. 첫 번째 책 ... (스웨덴어). 스톡홀름: 알름크비스트 & 윅셀. ISBN 91-21-17954-9. 2014년 6월 23일에 확인함.

- Olenius, Elsa, 편집. (1973). 《Great Swedish fairy tales》. 런던: 채토 & 윈더스. ISBN 0-7011-5022-X. 2014년 6월 23일에 확인함.

- Rudström, Lennart; Jones, Olive (1978). 《In the troll wood》. 런던: 메투엔. ISBN 0-416-86310-8. 2014년 6월 23일에 확인함.

- Schiller, Harald (1935). 《John Bauer, sagotecknaren》 [욘 바우어, 동화 삽화가]. 스웨덴 일반 미술 협회 출판물 (스웨덴어). 스톡홀름: 스웨덴 일반 미술 협회. 2014년 6월 23일에 확인함.